# Myonia salvini
Myonia salvini är en fjärilsart som beskrevs av Felder 1868. Myonia salvini ingår i släktet Myonia och familjen tandspinnare. Inga underarter finns listade i Catalogue of Life.